# Cantón ferroviario
Un cantón es un tramo de vía férrea en el que normalmente no puede haber más de un tren, para así evitar una colisión entre dos de ellos.

## Funcionamiento
La vía se divide en diversos tramos, cada uno de los cuales llamamos cantón:

Cuando desde una estación se expide un tren, este sale a la vía y ocupa el primer cantón. Cuando el cantón está ocupado, ningún otro tren puede entrar en él. Además del propio cantón ocupado, pueden bloquearse otros cantones cuya utilización interfiera con la del ocupado, como los que se encuentran delante del tren:

Conforme el tren avanza, va dejando cantones libres tras de sí. Los cantones liberados pueden ser inmediatamente ocupados por otro tren, de tal manera que la distancia mínima entre dos trenes es de un cantón:

## Acotación de un cantón
La acotación de un cantón depende del sistema de bloqueo:

### Cantón entre estaciones
En bloqueos como el Bloqueo Telefónico o el Bloqueo Eléctrico Manual, la indicación al maquinista de si el siguiente cantón está libre u ocupado se da en las estaciones. De este modo un cantón tiene que ocupar toda la vía entre una estación y la colateral, ya que no hay modo de comprobar en qué punto intermedio se encuentra un tren:

La ocupación del cantón se considera cuando un tren ha sido expedido desde una estación y no ha llegado completo a la siguiente.

### Cantón entre señales
En bloqueos por señales, como el Bloqueo Automático, son las señales intermedias de la sección de bloqueo las encargadas de mostrar al maquinista la situación de los cantones que tiene por delante, por lo que un cantón es el tramo que se encuentra entre dos señales consecutivas de bloqueo:

Señal de fin de cantón en el sistema TVM.

La ocupación del cantón se establece automáticamente por diversos métodos, como por hacer circular corriente eléctrica por los carriles que las ruedas cortocircuitan al unir eléctricamente ambos carriles, o disponer un contador de ejes. La distancia entre señales se establece según las necesidades de la línea, ya que la mínima distancia entre dos trenes es la de un cantón, por lo que cantones más cortos permiten una circulación más fluida. Por ello en ferrocarriles metropolitanos suelen ser de poca distancia (hasta centenares de metros) y en ferrocarriles de muy poco tráfico mucha distancia (hasta decenas de kilómetros). Algunos sistemas utilizan un cantón de distancia fija, como el TVM que utiliza cantones fijos de 1 500 metros.

### Cantón móvil
El cantón móvil es un sistema que se emplea para aumentar la agilidad en líneas de mucha frecuencia. El cantón no está definido entre dos puntos fijos, sino que es una distancia determinada detrás de cada tren que se mueve con él, calculada en el momento por algún sistema electrónico o informático. Esta distancia puede ser reducida hasta la distancia de seguridad de frenado, lo que permite a los trenes circular entre sí lo más cerca posible.

## Anexos